# Zes zintuigen
In het boeddhisme erkent men zes zintuigen of gevoelsorganen (Pali: Salayatana), die de gehele beleving van de wereld door de mens omvatten. De zes zintuigen zijn: het fysiek lichaam, de ogen, de tong, de neus, de oren, en de geest. Elk zintuig of gevoelsorgaan heeft een overeenkomstig object waarmee contact gemaakt kan worden, en een overeenkomstig type bewustzijn. Het contact tussen deze drie (zintuig, object en bewustzijn) leidt tot het ontstaan van de zes typen gevoelens, die overeenkomen met de zes zintuigen.
Als men een vorm met het oog ziet, kan dit een oorzaak zijn voor vreugde, verdriet of gelijkmoedigheid. Dit geldt ook voor de overige vijf zintuigen. Inzicht in (en begrip van) de zes zintuigen en hun werking en invloed op het geestelijk welzijn is daarom van groot belang voor spirituele groei en het spiritueel welzijn.
De lering van de zes zintuigen speelt een grote rol in de lering van het afhankelijk ontstaan. Het afstand kunnen nemen van de wereld van de zes zintuigen vormt ook een belangrijk aspect van het loslaten of opgeven van wereldse belangen en interesses. Om dit te bereiken dient men gewaar van de zintuigen te zijn, zonder dat men gefascineerd is met de wereld die de zintuigen presenteren aan het bewustzijn.

## De 18 elementen
De onderstaande tabel geeft een overzicht van de zes zintuigen en de overeenkomstige objecten en typen bewustzijn. Hier verwijst men naar met de term de achttien elementen. Gevoelens behoren overigens niet tot deze 18 elementen, daar zij het gevolg zijn van het contact tussen drie gerelateerde elementen.
| Zintuig                          | Zintuiglijk object           | Zintuiglijk bewustzijn          | Overeenkomstig gevoel bij contact                 |
| -------------------------------- | ---------------------------- | ------------------------------- | ------------------------------------------------- |
| Fysiek lichaam (zie ook tastzin) | Fysiek object                | Lichamelijk Bewustzijn          | Lichamelijke gevoelens                            |
| Ogen                             | Vorm (of visueel object)     | Visueel bewustzijn              | Gevoelens gerelateerd aan zicht                   |
| tong (zie ook Smaak)             | Smaak                        | Bewustzijn van smaak            | Gevoelens gerelateerd aan smaak                   |
| Neus (zie ook Reukzin)           | Geur                         | Bewustzijn van geuren           | Gevoelens gerelateerd aan geur                    |
| Oren                             | Geluid                       | Bewustzijn van geluid           | Gevoelens gerelateerd aan geluid                  |
| Geest                            | het idee (of mentaal object) | Bewustzijn van mentale objecten | Gevoelens gerelateerd aan de geestelijke toestand |

## Overige zintuigen
In het boeddhisme zijn er geen zintuigen buiten deze zes. Overige zintuigen, die soms door in de biologie onderscheiden worden, zijn gebaseerd op de bovengenoemde zes zintuigen.
Bijvoorbeeld; Warmtezin en koudezin zijn volgens het boeddhisme in werkelijkheid gevoelens van warmte en koude, voor de perceptie waarvan er contact nodig is tussen het fysiek lichaam, een fysiek object (vlam, ijs) en het bewustzijn daarvan. Warmtezin en koudezin zijn daarom volgens de boeddhistische leer geen apart zintuig, zij vallen onder het zintuig van het fysiek lichaam.